# Кировоградска област
Кировоградска област (укр. Кіровоградська область), позната и као Кировградшчина (укр. Кіровоградщина), област је у централном делу Украјине. Административни центар области је град Кропивницки.

## Географија
Површина Кировградске област је 24.600 km², што чини 4,1% укупне површине Украјине. Град Добровеличкивка представља географски центар области.

## Историја
Област је образована 10. јануара 1939. године као део Украјинске Совјетске Социјалистичке Републике. Између 1752. и 1764. године, на подручју данашње Кировоградске области се налазила територија Руске Империје под називом Нова Србија, чији је административни центар био Новомиргород. У 16. - првој половини 18. века, земље савременог област припадале су украјинским козацима .
- Положај некадашње Нове Србије на подручју данашње Кировоградске области
- Положај некадашње Нове Србије на подручју данашње Украјини

## Административна подела
Кировградска област је подељена на 21 регију, као и на 4 града, који су директно подређени обласној администрацији.

## Становништво
| Националност | 1989. | 2001. | Матерњи језик    | 2001. |
| Украјинци    | 85,3% | 90,1% | Украјински језик | 88,9% |
| Руси         | 11,7% | 7,5%  | Руски језик      | 3,5%  |
| Молдавци     | 0,9%  | 0,7%  | остали језици    | ?     |
| Белоруси     | 0,8%  | 0,5%  |                  |       |
| Јермени      | 0,1%  | 0,3%  |                  |       |
| Бугари       | 0,2%  | 0,2%  |                  |       |